# アジア太平洋プロレス連盟
アジア太平洋プロレス連盟（アジアたいへいようプロレスれんめい Asia-Pacific Federation of Wrestling）は、アジア太平洋地域のプロレス団体が加盟するスポーツ組織、業界団体である。略称はAPFW。

## 略歴
2023年10月、ブシロード戦略発表会にて設立を発表。アジア太平洋地域の6団体が加盟することが発表した。設立の目的として、加盟団体の新日本プロレスとスターダムのオーナーである木谷高明は「各団体との協力関係により、アジア太平洋地域でのさらなるプロレス振興を図る」とした。
2024年1月5日、各団体の代表が出席して設立会見を行った。そこで、設立連携第1弾の興行として新日本プロレスが4月に台湾大会を開催することを正式に発表した。大会は4月14日にZepp New Taipeiにて『WEICKER presents WRESTLING WORLD 2024 IN TAIWAN』として開催された。

## 加盟団体
- 新日本プロレス（ 日本）
- スターダム（ 日本）
- PUZZLE（ 台湾）
- DFW（ 中国）
- SETUP（ タイ）
- Grapplemax（ シンガポール）